# Chiromyscus thomasi
Chiromyscus thomasi és una espècie de mamífer rosegador de la família dels múrids. Viu a Laos i el Vietnam. Té una llargada total de 145-180 mm, la cua de 200-231 mm, els peus de 27-29 mm i les orelles de 18-20 mm. El pelatge dorsal és marró rogenc, mentre que el ventral és blanc. L'espècie fou anomenada en honor de l'eminent mastòleg britànic Oldfield Thomas.